# Saskia Bartusiak
Saskia Bartusiak (Fráncfort del Meno, Alemania Federal, 9 de septiembre de 1982) es una futbolista alemana, se desempeña como defensa en el 1. FFC Frankfurt. Tiene un título en ciencias del deporte de la Universidad Johann Wolfgang Goethe de Fráncfort.

## Biografía

### Carrera en clubes
En 1996, Bartusiak se unió a las categorías inferiores del FSV Frankfurt, hizo su debut en la Bundesliga en el año 2000. Solo cinco años después, Bartusiak se unió a los rivales de su club, el 1. FFC Frankfurt. En las temporadas 2005/06 y 2007/08 ganó con su equipo la Liga de Campeones de la UEFA.

### Carrera internacional
Bartusiak hizo su debut con la selección femenina de fútbol de Alemania en 2007 contra Países Bajos. Con Alemania disputaría también los Juegos Olímpicos de Pekín 2008 donde obtuvo una medalla de bronce, la Eurocopa Femenina 2009, la Copa Mundial Femenina de Fútbol de 2011, la Eurocopa Femenina 2013 y los Juegos Olímpicos de Río de Janeiro 2016 donde obtuvo la medalla de oro.

## Clubes
| Club             | País     | Año         |
| ---------------- | -------- | ----------- |
| FSV Frankfurt    | Alemania | 2000 - 2005 |
| 1. FFC Frankfurt | Alemania | 2005 -      |

## Títulos

### Bundesliga
| Título     | Club             | País     | Temporada   |
| ---------- | ---------------- | -------- | ----------- |
| Bundesliga | 1. FFC Frankfurt | Alemania | 2006 - 2007 |
| Bundesliga | 1. FFC Frankfurt | Alemania | 2007 - 2008 |

### Copa de Alemania
| Título           | Club             | País     | Temporada   |
| ---------------- | ---------------- | -------- | ----------- |
| Copa de Alemania | 1. FFC Frankfurt | Alemania | 2006 - 2007 |
| Copa de Alemania | 1. FFC Frankfurt | Alemania | 2007 - 2008 |
| Copa de Alemania | 1. FFC Frankfurt | Alemania | 2010 - 2011 |
| Copa de Alemania | 1. FFC Frankfurt | Alemania | 2013 - 2014 |

### Campeonatos internacionales
| Título                                        | Equipo                | Sede              | Año  |
| --------------------------------------------- | --------------------- | ----------------- | ---- |
| Campeonato Europeo Femenino Sub-19 de la UEFA | Selección de Alemania | Francia           | 2000 |
| Liga de Campeones Femenina de la UEFA         | 1. FFC Frankfurt      | Alemania          | 2006 |
| Copa Mundial Femenina de Fútbol               | Selección de Alemania | China             | 2007 |
| Liga de Campeones Femenina de la UEFA         | 1. FFC Frankfurt      | Suecia / Alemania | 2008 |
| Juegos Olímpicos                              | Selección de Alemania | Pekín             | 2008 |
| Eurocopa Femenina                             | Selección de Alemania | Finlandia         | 2009 |
| Copa de Algarve                               | Selección de Alemania | Portugal          | 2012 |
| Eurocopa Femenina                             | Selección de Alemania | Suecia            | 2013 |
| Liga de Campeones Femenina de la UEFA         | 1. FFC Frankfurt      | Alemania          | 2015 |
| Juegos Olímpicos                              | Selección de Alemania | Río de Janeiro    | 2016 |